# Paul Daxhelet
Paul Daxhelet (Luik, 1905 - 1993) was een Belgisch kunstschilder en graficus.

## Levensloop
Daxhelet was een leerling van François Maréchal, Jean Ochs en Emile Berchmans aan de Academie in Luik. Aan de Académie Julian in Parijs vervolmaakte hij zich bij Reneffer Paul en Herman Paul. Hij werd naderhand zelf professor aan de Academie van Luik. Daxhelet ondernam vele reizen wereldwijd, onder andere naar Belgisch-Kongo, Indië, Zuid-Amerika, Polynesië en Senegal.
Daxhelet hanteerde een vlotte figuratieve stijl die echter los van het gangbare expressionisme stond. Hij woonde in de rue Renoz, 18 in Luik. Hij werkte met andere Luikse kunstenaars mee aan een portfolio met etsen nav. de Exposition internationale de l'Eau, in Luik, anno 1939.
Daxhelet beeldde onder meer graag sportscènes uit : boksen, roeien, hockey, autoracen. Zelf bokste hij ook.

## Tentoonstellingen
- Salon 1933, Gent : "De bruilof van Cana" (ets) en "Oude haven te Heist" (ets)
- 1933, Galerie Studio (Oostende): tentoonstelling van etsen en drogenaalden; samen met Armand Apol, Henri Mortiaux, Schonberg en Jules Van Paemel.

## Musea
- Brussel, Prentenkabinet
- Brussel, Koninklijke Musea voor Schone Kunsten van België
- Lausanne, Musée Olympique
- Luik, Prentenkabinet
- Luik, Musée de l'Art Wallon
- Luik, Université de Liège, Collection artistique
- Mons, BAM